# Birigui
Birigui, amtlich portugiesisch Município de Birigui, früher auch Birigüi, ist eine Stadt im brasilianischen Bundesstaat São Paulo. Sie hatte im Jahr 2010 etwa 109.000 Einwohner.

## Religion
Das Christentum ist in der Stadt wie folgt vertreten:

### Römisch-katholische Kirche
Die katholische Kirche in der Gemeinde ist Teil der Bistum Araçatuba.

### Protestantische Kirche
In der Stadt gibt es die unterschiedlichsten evangelischen Glaubensrichtungen, hauptsächlich Pfingstler, darunter die brasilianischen Assemblies of God (die größte evangelische Kirche des Landes), die Christliche Kongregationalistische Kirche in Brasilien, und andere.